# فينيل النحاس
فينيل النحاس هو مركب كيميائي عضوي فلزي من النحاس. صيغته الكيميائية هي C6H5Cu. يمكن الحصول على فينيل النحاس عن طريق تفاعل فينيل الليثيوم مع بروميد النحاس الأحادي في ثنائي إيثيل الإثير.
{\displaystyle \mathrm {C_{6}H_{5}Li+CuBr\longrightarrow C_{6}H_{5}Cu+LiBr} }